# مارتن هوفمان
مارتن هوفمان (بالألمانية: Martin Hoffmann)‏ (22 مارس 1955 بغومرن في ألمانيا - ) هو مدرب كرة قدم ولاعب كرة قدم ألماني (وحمل سابقاً جنسية ألمانيا الشرقية) في مركز الهجوم، شارك في كأس العالم 1974 وكرة القدم في الألعاب الأولمبية الصيفية 1976 ‏. وشارك مع منتخب ألمانيا الشرقية لكرة القدم. أما مع النوادي، فقد لعب مع نادي ماغديبورغ.

## مسيرته الكروية
لعب مارتن هوفمان خلال مسيرته الاحترافية مع نادِ واحدٍ في أربعة عشر موسمًا وسجل خلالها 78 هدفًا ضمن 256 مباراة. حيث فاز في أربعة مواسم بالكأس وفي موسمين بالدوري.
خاض مارتن هوفمان مسيرته مع نادي ماغديبورغ في موسم 1972–73 ليلعب معه أربعة عشر موسمًا، مشاركًا في 256 مباراة سجل خلالها 78 هدفًا.

## وصلات خارجية
- مارتن هوفمان على موقع الاتحاد الدولي (مؤرشف)  (الإنجليزية)
- مارتن هوفمان على موقع الاتحاد الأوربي (الإنجليزية)
- مارتن هوفمان على موقع قاعدة بيانات كرة القدم.إي يو (الإنجليزية)
- مارتن هوفمان على موقع بيانات كرة القدم. دي إي (الألمانية)
- مارتن هوفمان على موقع ناشيونال فوتبول تيمز (الإنجليزية)
- مارتن هوفمان على موقع عالم كرة القدم.نت (الإنجليزية)
- مارتن هوفمان على موقع أوليمبيديا (الإنجليزية)